# Borut (Cerovlje)
Borut (tal. Borutto, njem. Waruth), je naselje u Republici Hrvatskoj, u sastavu Općine Cerovlje, Istarska županija. Borut zapravo nije jedinstveno naselje već je to skupina zaselaka: Borut, Budaki, Buzići, Čuleti, Dausi, Gradinići, Grgurići, Moloni, Orlovići, Poli Farož, Poljanice, Sandalji i Selo. Na šumovitom brežuljku, između zaseoka Moloni i Borut, nalazi se mjesno groblje i kapelanijska crkva sv. Mihovila arkanđela s romaničkim polukružnim svetištem iz 13. stoljeća. Istočno od željezničke stanice, u zaseoku Selo, nalazi se crkvica Sv. Duha, obnovljena 1560.

## Stanovništvo
Prema popisu stanovništva iz 2001. godine, naselje je imalo 232 stanovnika te 67 obiteljskih kućanstava.
| broj stanovnika | 277   | 286   | 338   | 312   | 330   | 360   | 360   | 385   | 384   | 360   | 345   | 323   | 247   | 222   | 232   | 213   | 180   |
|                 | 1857. | 1869. | 1880. | 1890. | 1900. | 1910. | 1921. | 1931. | 1948. | 1953. | 1961. | 1971. | 1981. | 1991. | 2001. | 2011. | 2021. |